# Gastón García Cantú
Gastón García Cantú (Puebla, Puebla, 3 de noviembre de 1917 - Ibídem, 3 de abril de 2004) fue un intelectual, historiador, académico y periodista mexicano.
Estudió Derecho y luego, en la Ciudad de México, se dedicó al periodismo, escribiendo en el suplemento México en la Cultura del diario Novedades (1955-1961), y realizó a la vez tareas en el Instituto Nacional Indigenista y fue director de información de la Secretaría de Obras Públicas (1963-1966).
Entre 1966 y 1968 fue titular de la Dirección General de Difusión Cultural de la Universidad Nacional Autónoma de México (UNAM) y, a la par, dirigió la Revista de la Universidad de México. Durante su gestión, se crearon las publicaciones periódicas Punto de Partida y Controversia. En 1972, editó el libro Conversaciones, que refleja temas relacionados con el movimiento estudiantil de 1968 en su país. Fue colaborador del diario Excélsior (1971-1976) y de las revistas Proceso y Siempre! (1977-1980).
Entre 1972 y 1976 fue docente del centro de Relaciones Internacionales y de Estudios Políticos de la Facultad de Ciencias Políticas y Sociales de la UNAM. De 1976 a 1982 ocupó la dirección del Instituto Nacional de Antropología e Historia (INAH), liderando un amplio trabajo arqueológico en numerosas zonas arqueológicas del Golfo de México.[cita requerida]
En 1997, obtuvo el Premio Nacional de Periodismo, en la categoría «artículo de fondo».[cita requerida]

## Obras
- El Mediterráneo americano (1960)
- El pensamiento de la reacción mexicana. Historia documental (1965)
- El socialismo en México (1969)
- Las invasiones norteamericanas en México (1971)
- Temas mexicanos
- Universidad y antiuniversidad (1973)
- Utopías mexicanas (1978)
- El pensamiento de la reacción mexicana: historia documental (1987)
- El desafío de la derecha (1987)
- Ideas de México (1991)
- La intervención francesa en México (1998)
- Vicente Lombardo Toledano y la Revolución mexicana (2003)